# Leptostylopsis monticola
Leptostylopsis monticola är en skalbaggsart som först beskrevs av Fisher 1935.  Leptostylopsis monticola ingår i släktet Leptostylopsis och familjen långhorningar.
Artens utbredningsområde är Kuba. Inga underarter finns listade i Catalogue of Life.